# Бистрицький Дмитро Володимирович
Дмитро Володимирович Бистрицький (дата народження невідома — † до 1965) — підполковник Армії УНР.
Закінчив Петровський Полтавський кадетський корпус (1903), військове училище. Станом на 1 січня 1910 р. — поручик 202-го Старобільського резервного батальйону (Харків). Останнє звання у російській армії — капітан.
З 21 травня 1918 р. — завідувач господарської частини Головного управління Генерального штабу Української Держави. З 1 січня 1919 р. — завідувач господарської частини Інструкторської школи старшин. З 21 серпня 1919 р. — завідувач матеріальної частини експедиції заготівель державних паперів УНР. З 1 листопада 1920 р. — вартовий старшина Головного управління Генерального штабу УНР.
Помер до 1965 року на еміграції у Франції.